# Karrootrast
Karrootrast (Turdus smithi) är en fågel i familjen trastar inom ordningen tättingar.

## Utseende och läte
Karrootrasten är en mestadels olivbrun trast, med rostrött under begränsad till bukens mitt. Sången är varierad. Bland lätena hörs typiskt trastlika "chk-chk" eller tunna "tseeep". Liknande olivtrasten är rostfärgad även på flankerna, ej olivfärgad, och har mer streckad strupe, brun istället för gulorange ring runt ögat och mörkbrunt längst in på övre näbbhalvan, ej gult.

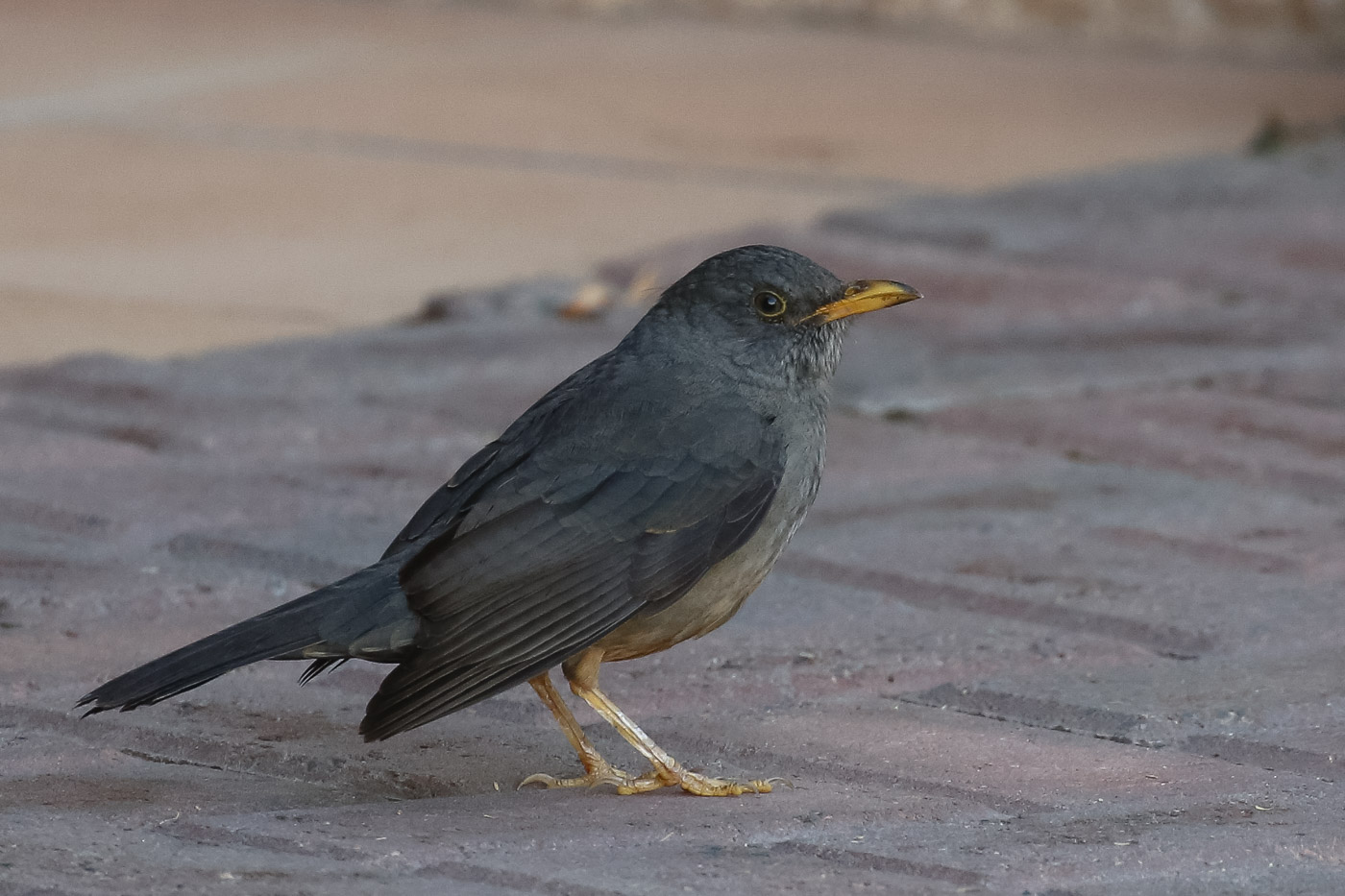

## Utbredning och systematik
Fågeln förekommer från södra Namibia till sydöstra Botswana och nordöstra Sydafrika. Den behandlas som monotypisk, det vill säga att den inte delas in i några underarter.

## Levnadssätt
Karrootrasten hittas i täta buskage i torr savann, karroo och trädgårdar. Den håller sig mestadels gömd i undervegetationen, men kan ibland ses även ut i det öppna.

## Status och hot
Arten har ett stort utbredningsområde, men tros minska i antal, dock inte tillräckligt kraftigt för att den ska betraktas som hotad. Internationella naturvårdsunionen IUCN listar arten som livskraftig (LC).

## Namn
Karroo (eller karoo) är ett stäpp- och halvökenområde i södra och västra Sydafrika. Fågelns vetenskapliga namn hedrar Andrew Smith (1797-1872), skotsk zoolog, etnolog och upptäcktsresande i Sydafrika.